# Ridderorden in Slovenië
Slovenië werd in 1991, als eerste van de Joegoslavische republieken onafhankelijk. De regering van de Republiek Slovenië heeft om civiele en militaire verdiensten te kunnen belonen ridderorden en onderscheidingen ingesteld.
- De Orde van de Vrijheid van de Republiek Slovenië
- De Orde voor Bijzondere Diensten
- De Gouden Orde van Burgerlijke Verdienste
- De Gouden Orde van Diplomatieke en Internationale Verdienste
- De Gouden Orde van Verdienste op Militair en Veiligheidsgebied
- De Zilveren Orde van Burgerlijke Verdienste
- De Zilveren Orde van  Diplomatieke en Internationale Verdienste
- De Zilveren Orde van Verdienste op Militair en Veiligheidsgebied
- De Orde van Burgerlijke Verdienste
- De Orde van Diplomatieke en Internationale Verdienste
- De Orde van Verdienste op Militair en Veiligheidsgebied
- De Orde van Generaal Maister
- De Orde van het Sloveense Leger